# Paul Corbould
Paul Corbould é um supervisor de efeitos visuais britânico. Tornou-se conhecido pela produção de inúmeros filmes blockbuster, como Children of Men (2006), Captain America: The First Avenger (2011), Thor: The Dark World (2013) e Guardians of Galaxy (2014); o último lhe rendeu uma indicação à edição do Oscar de 2015.